# 사우디아라비아-이라크 중립지대

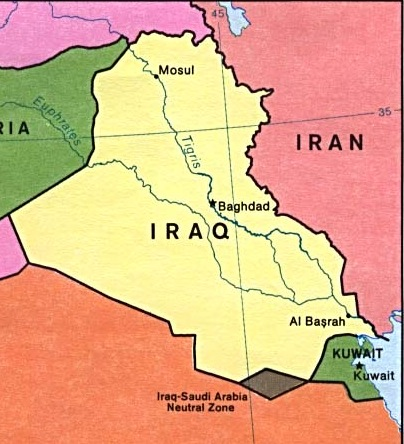
사우디아라비아-이라크 중립지대가 표시된 1990년 지도. 갈색 부분이 사우디아라비아-이라크 중립지대이다.

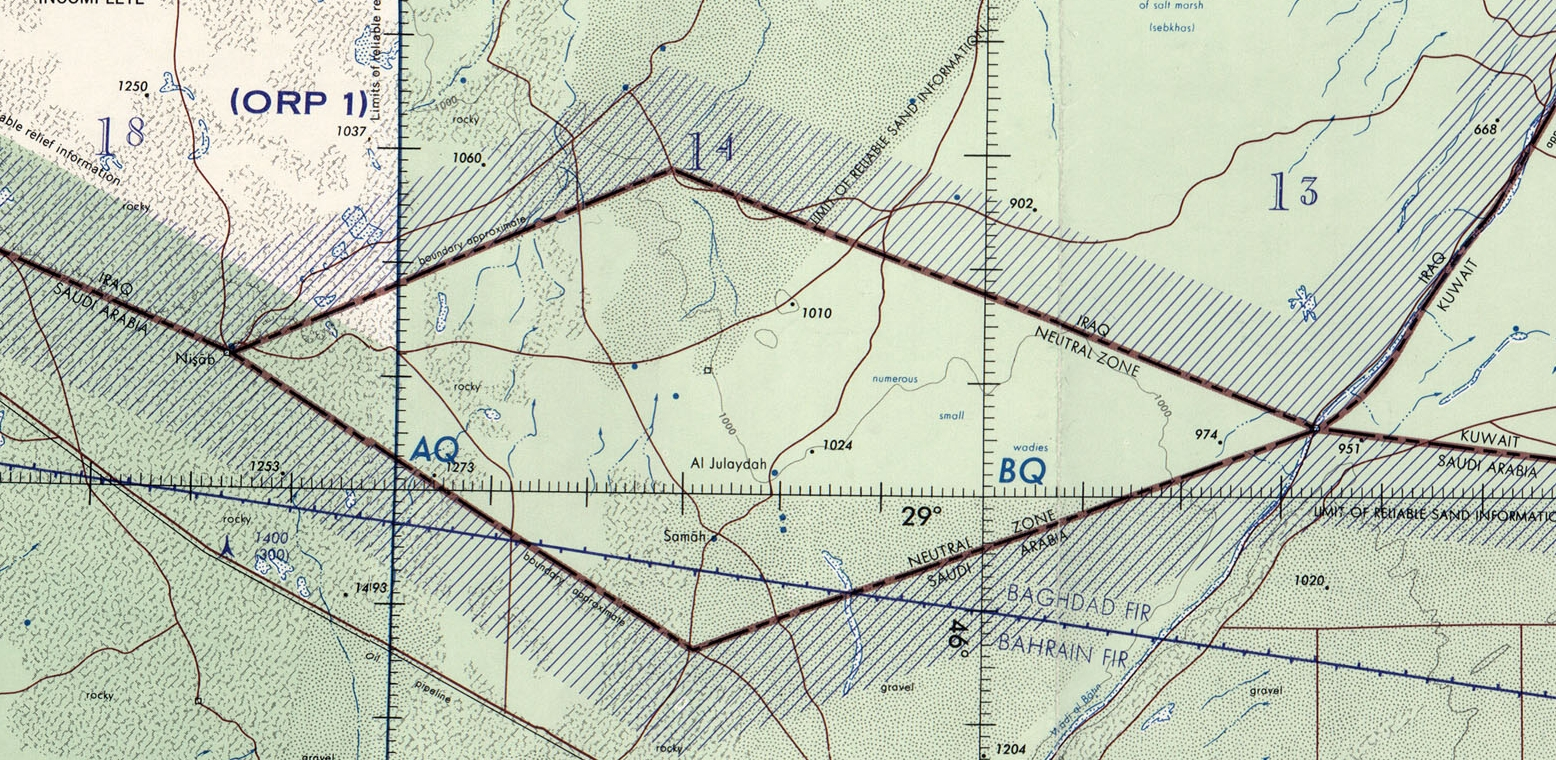
사우디아라비아-이라크 중립지대를 묘사한 지형도.

사우디아라비아-이라크 중립지대는 과거 사우디아라비아와 이라크 양국 국경에 존재했던 전체 면적 7,044km2의 중립지대이자 비무장 지대를 가리킨다.
이 중립지대는 이라크와 네지드 술탄국(현재의 사우디아라비아의 전신)의 국경을 정한 1922년 우카이르 의정서에 따라 형성되었다. 1981년 12월 26일에는 사우디아라비아와 이라크 양국 정부가 중립지대를 분할하는 내용이 담긴 국경 조약 체결에 합의했고 1982년 1월 28일에는 이라크 의회가 해당 안건을 승인했다. 사우디아라비아와 이라크 양국의 국경 변경은 1991년 6월까지 유엔에 공식적으로 제출되지 않았지만 양국의 영토 분할은 늦어도 1982년 7월 30일 이후에 이루어졌다.

## 역사
1922년 5월 5일에 이란의 호람샤르에서 호람샤르 조약이 체결되면서 이라크에 대한 위임통치권을 갖고 있던 영국과 나중에 히자즈 왕국과 함께 사우디아라비아를 형성한 네지드 술탄국이 충돌할 위기에 처했다. 이 조약은 네지드 술탄국의 아흐메드 빈 압둘라 왕자가 조약을 비준하지 않은 압둘아지즈 이븐 사우드(나중에 사우디아라비아의 압둘아지즈 알사우드 국왕이 됨) 국왕을 대신하여 서명했다. 이 조약은 특히 이라크와 네지드 술탄국 양국의 국경을 정의하는 것을 피했다.
1922년 12월 2일에 체결된 우카이르 의정서는 이라크와 네지드 술탄국 양국의 국경의 대부분을 결정하고 중립 지대를 형성했다. 이 의정서는 압둘아지즈 이븐 사우드 국왕에 의해 비준되었다. 중립 지대 안이나 근처에는 어떠한 군사 시설이나 영구적인 건물도 지어지지 않았고 사우디아라비아와 이라크 양국의 유목민들은 해당 목초지와 우물에 대한 접근을 방해하지 않았다.
사우디아라비아-이라크 중립지대에 속해 있던 양국의 행정 구역 분할은 1975년에 이루어졌다. 1981년에는 사우디아라비아와 이라크 양국 간의 국경 조약이 체결되었다. 그러나 이 조약은 알 수 없는 이유로 유엔에 제출되지 않았고 해당 조약의 당사국인 사우디아라비아와 이라크 이외의 누구도 이러한 변경 사항을 통보받지 못했거나 새로운 국경의 세부 사항이 담긴 지도를 보여주지 못했다.
1991년 초반에 걸프 전쟁이 다가오자 이라크 정부는 1968년 이후에 사우디아라비아와 체결했던 모든 국제 조약을 취소했다. 그러나 사우디아라비아 정부는 1991년 6월에 이라크 정부와의 협상을 통해 모든 국경 협정을 유엔에 등록했다. 이로써 사우디아라비아-이라크 중립지대의 법적 존재는 막을 내렸다. 대부분의 공식적인 지도는 더 이상 다이아몬드 모양의 중립 지대를 나타내지 않고 국경선을 대략적으로 그린다. 예를 들어 미국 지질조사국은 이 지역을 정확한 경계가 아닌 대략적인 경계가 있는 것으로 간주했다.
사우디아라비아-이라크 중립지대는 이전에 ISO 3166-1 코드인 NT와 NTZ를 가지고 있었는데 해당 코드는 1993년에 삭제되었다. 사우디아라비아-이라크 중립지대 전용 FIPS(미국 연방 정보 처리 표준) 10-4 코드는 IY였는데 해당 코드는 1992년에 삭제되었다.

## 같이 보기
- 사우디아라비아-쿠웨이트 중립지대